# Альфред Шульце-Гінрікс
Альфред Шульце-Гінрікс (нім. Alfred Schulze-Hinrichs; 6 листопада 1899, Лейпциг — 23 червня 1972, Вальдсгут-Тінген) — німецький офіцер, капітан-цур-зее крігсмаріне. Кавалер Лицарського хреста Залізного хреста.

## Біографія
В липні 1917 року вступив у 43-й піхотний полк в Кенігсберзі. Учасник Першої світової війни. В червні 1918 року перейшов на флот. Після демобілізації армії залишений на флоті. В 1930/32 роках командував міноносцями «Альбатрос», в 1932/33 роках — «Морський орел», в 1933 році — «Леопард».
З 28 серпня 1939 року командував есмінцем «Еріх Келльнер». Учасник Норвезької кампанії, включаючи битву за Нарвік. 13 квітня 1940 року його корабель був потоплений британськими кораблями біля Уфут-фіорду, а сам Шульце-Гінрікс був захоплений норвезькими військами й залишався в таборі для військовополонених до звільнення в червні 1940 року.
З 1 листопада 1940 по 30 квітня 1943 року — командир 6-ї флотилії есмінців. 18-22 травня 1941 року на есмінці «Ганс Лоді» командував супроводом лінкора «Бісмарк» і крейсера «Принц Ойген», які йшли з Готенгафена в район Тронгейма перед рейсом в Атлантику. Після початку Німецько-радянської війни 6-а флотилія діяла в Північній Норвегії та Арктиці. 1 травня 1942 року з флагмана «Герман Шеманн» командував атакою своєї флотилії на конвой QP 11 в Баренцевому морі. Наступного дня «Герман Шеманн» потонув через пошкодження, завдані британськими кораблями. З травня 1943 по лютий 1945 року — командир Академії морської війни в Берліні. В кінці війни командував морською обороною Нарвіка.
В 1950 році Шульце-Гінрікс був одним із 15 експертів, які склали Гіммеродський меморандум.

## Нагороди
- Почесний хрест ветерана війни з мечами
- Медаль «За вислугу років у Вермахті» 4-го, 3-го і 2-го класу (18 років; 2 жовтня 1936)
- Медаль «У пам'ять 13 березня 1938 року»
- Медаль «У пам'ять 1 жовтня 1938» із застібкою «Празький град»
- Залізний хрест
  - 2-го класу (11 січня 1940)
  - 1-го класу (11 лютого 1940)
- Нагрудний знак есмінця (119 жовтня 1940)
- Нарвікський щит (10 листопада 1940)
- Німецький хрест в золоті (21 січня 1942)
- Лицарський хрест Залізного хреста (15 червня 1943)
- Лапландський щит (20 липня 1945)